# Insettivoro
In zoologia un insettivoro è un animale, a qualunque raggruppamento sistematico appartenga, specializzato nel nutrirsi in massima parte di insetti. Il termine si estende quindi ben al di là del raggruppamento di mammiferi con lo stesso nome (Insectivora, non più valido), e comprende rettili, anfibi, alcuni pesci, uccelli, ragni; persino alcuni insetti possono essere definiti insettivori.
Gli insetti sono animali a distribuzione pressoché ubiquitaria, che occupano le più disparate nicchie ecologiche e sono fonte di nutrimento per molti predatori.

## Esempi
Alcuni esempi di animali insettivori sono:

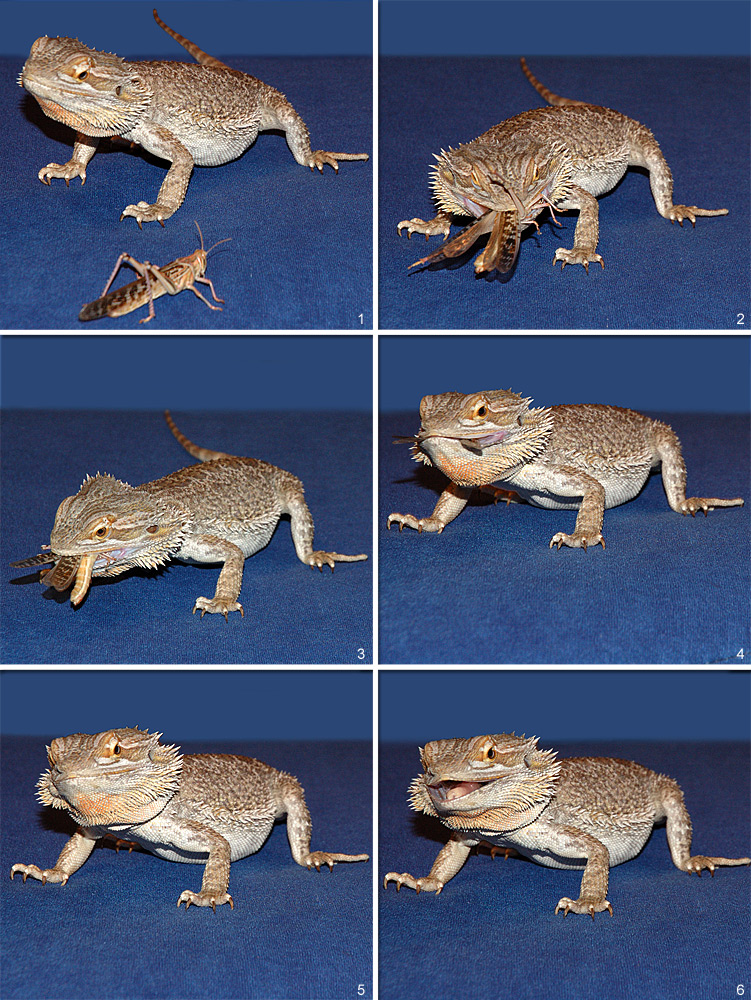
Drago barbuto
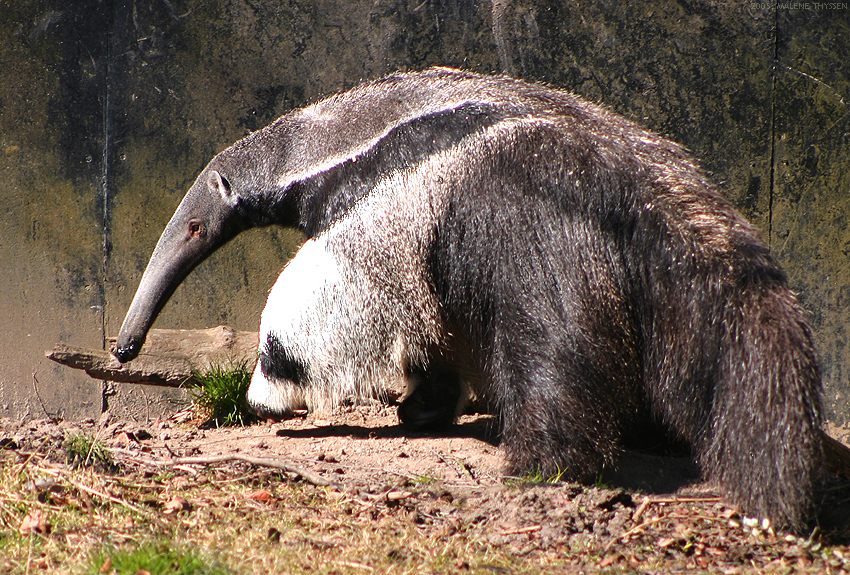
Formichiere
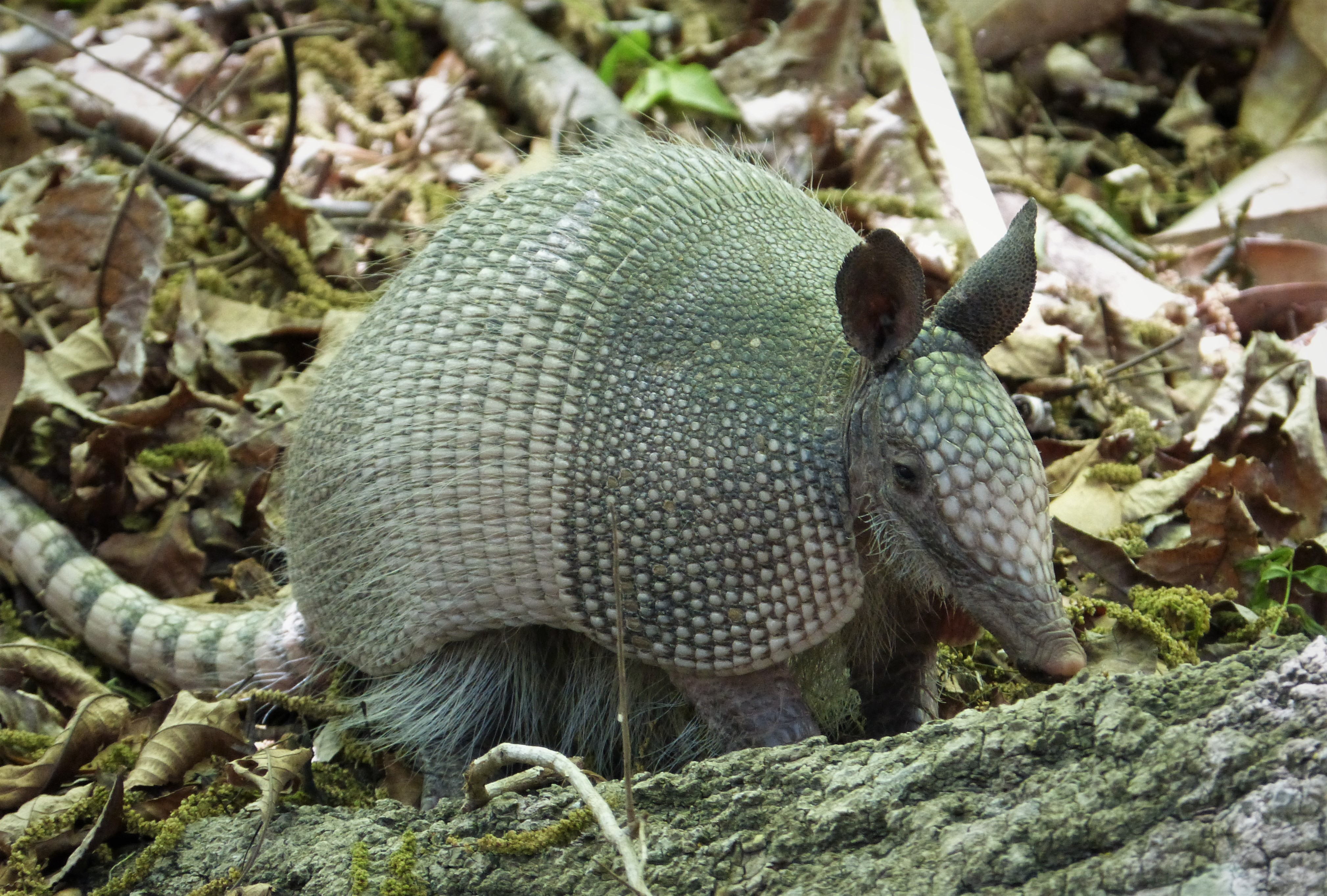
Armadillo
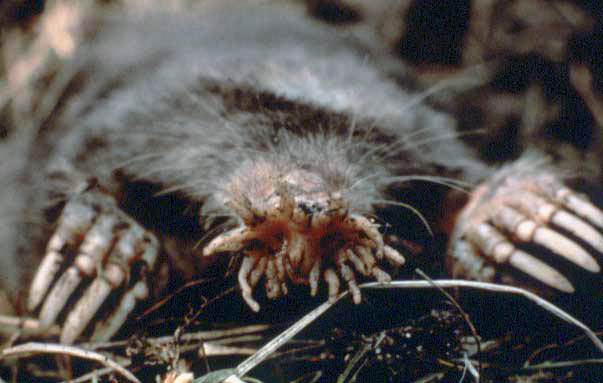
Talpa dal muso stellato
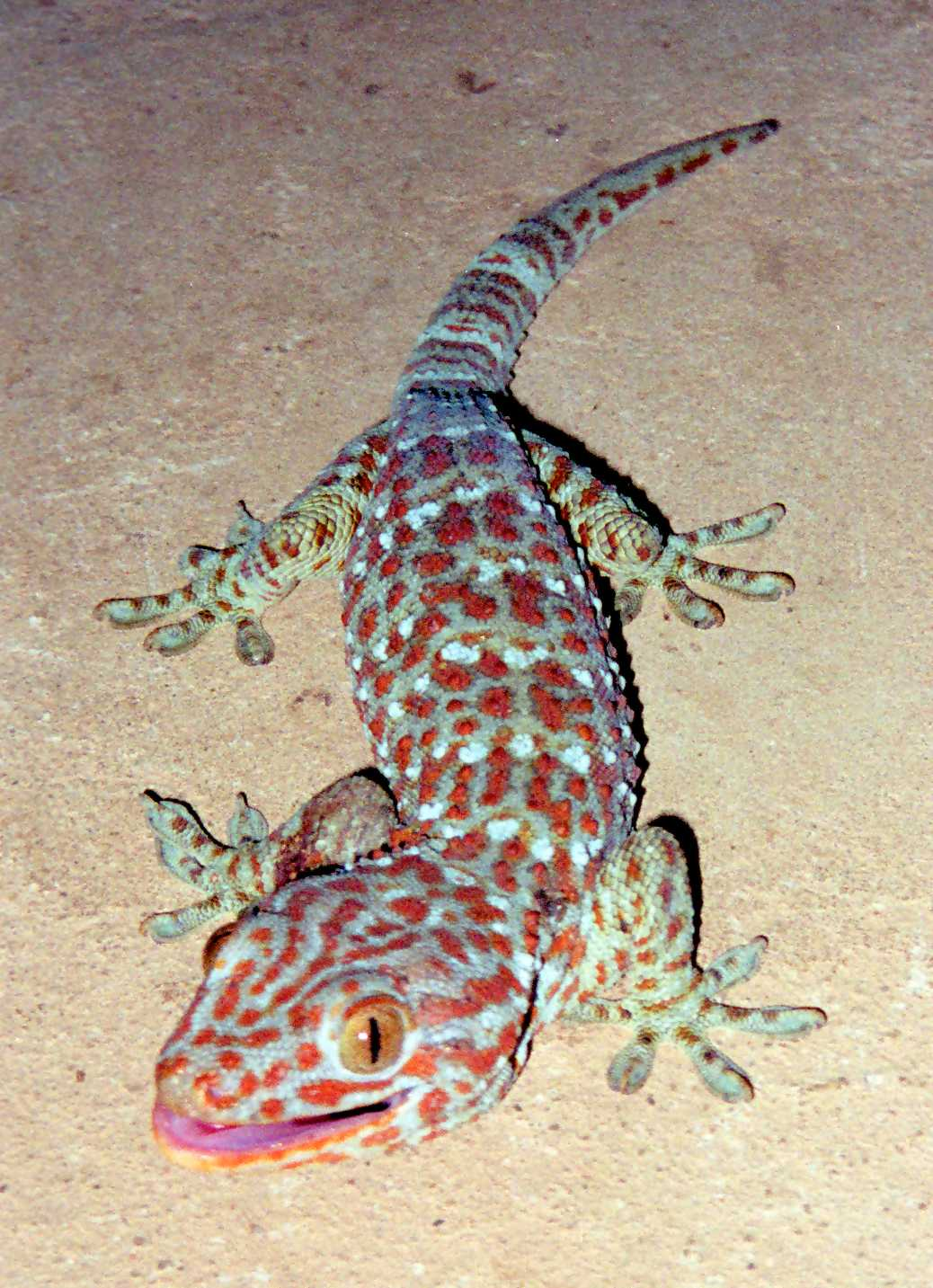
Geco
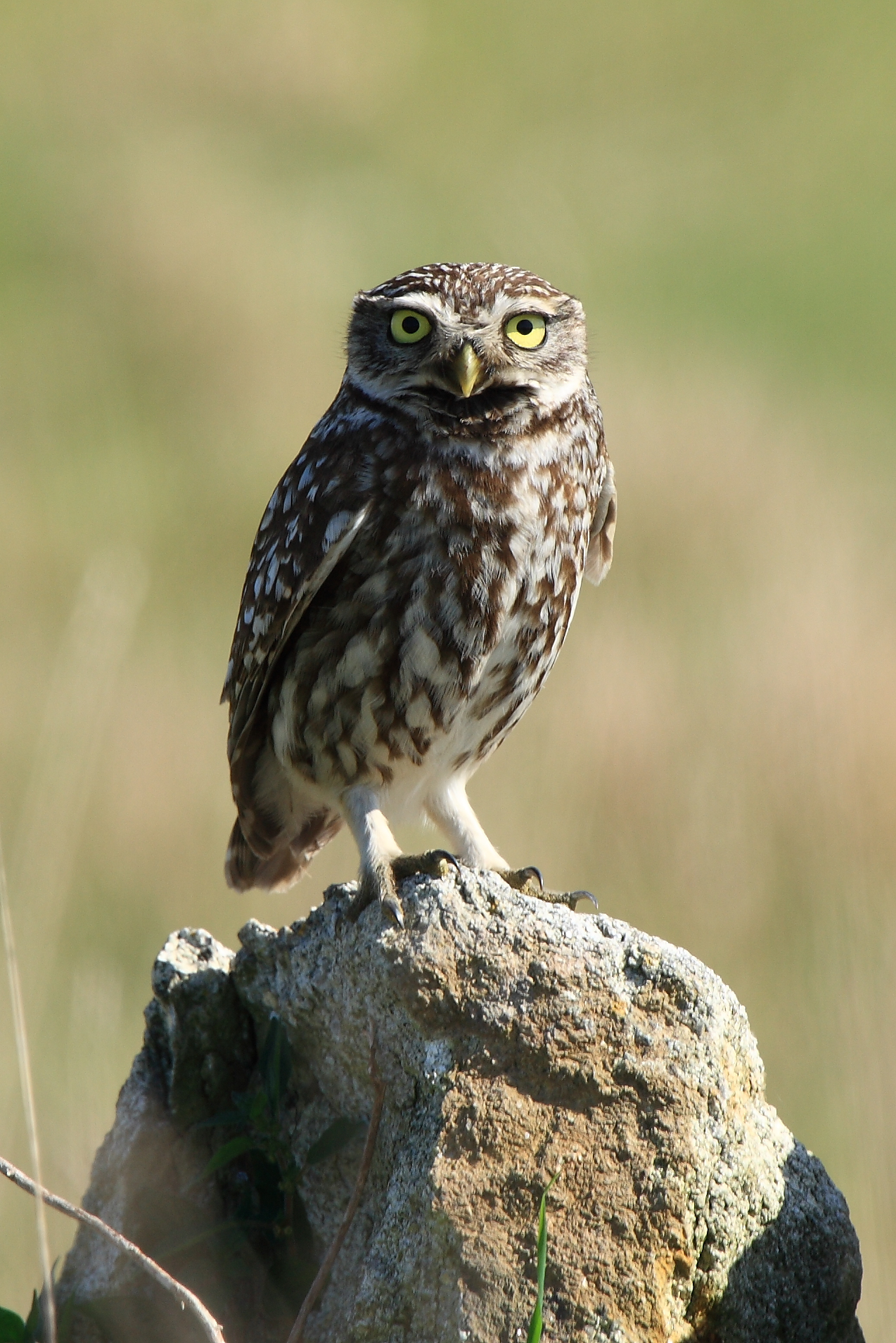
Civetta
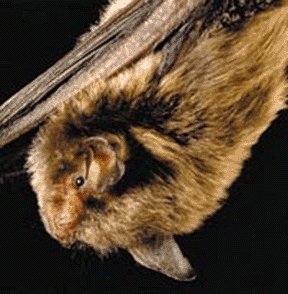
Myotis sodalis
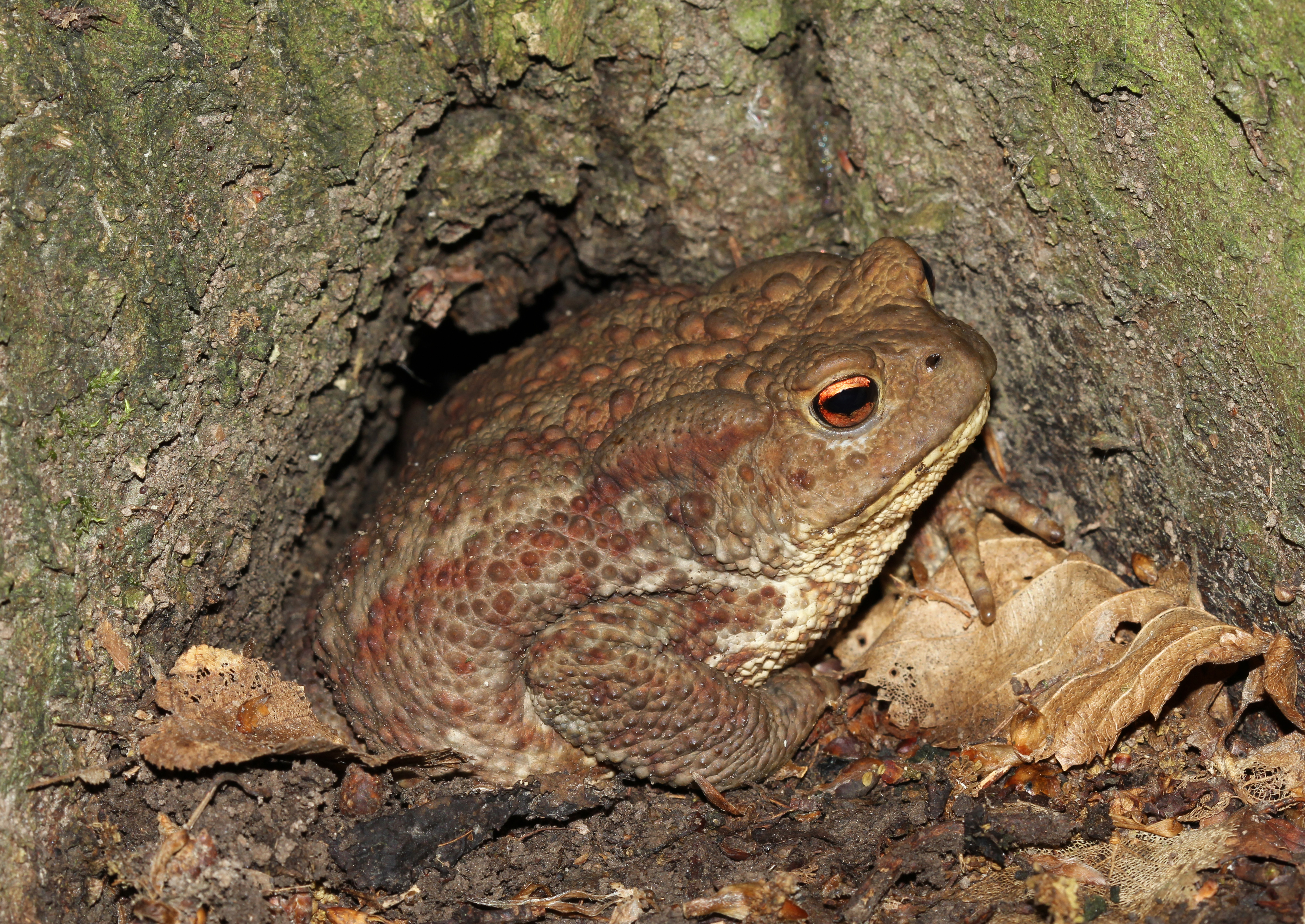
Rospo comune
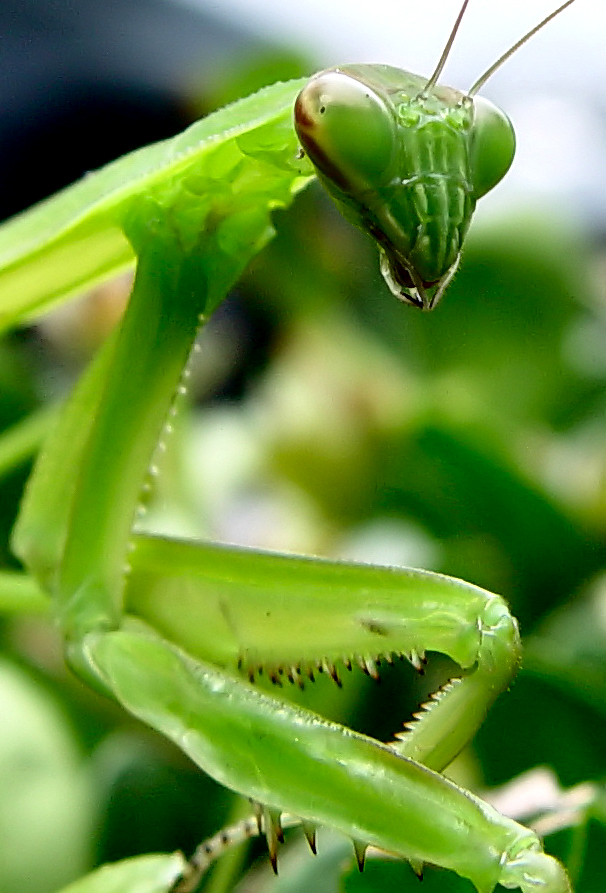
Mantide religiosa
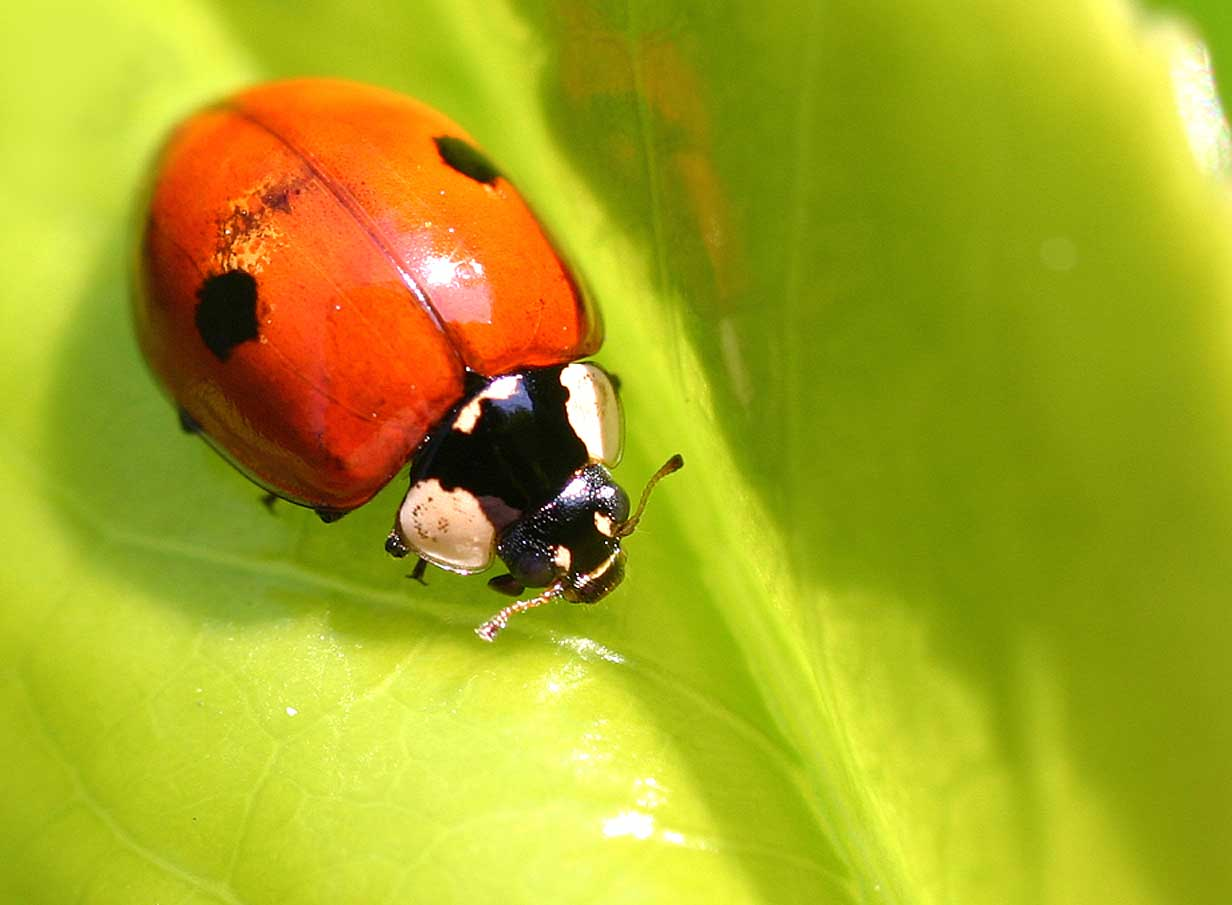
Coccinella
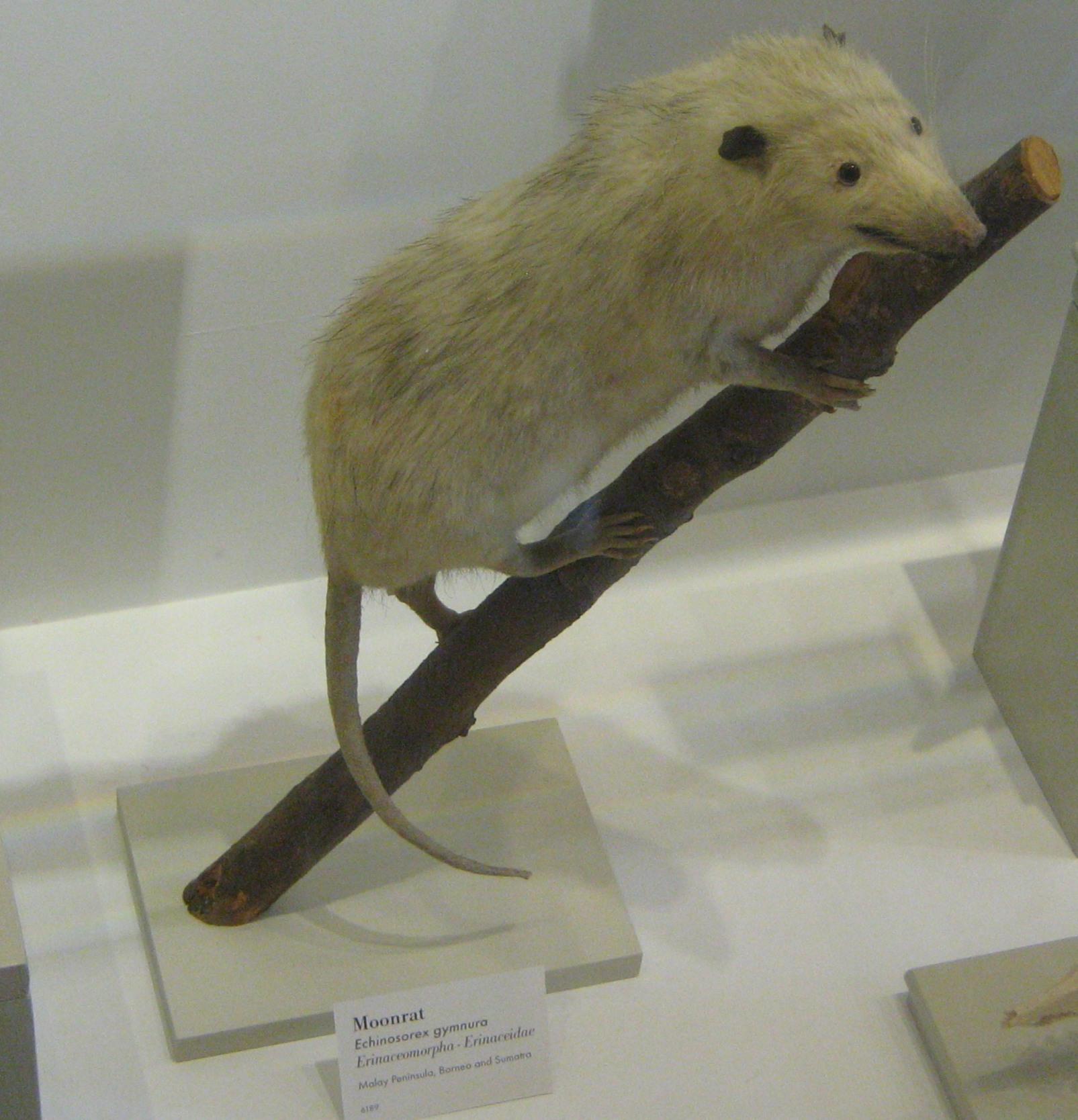
Ratto lunare
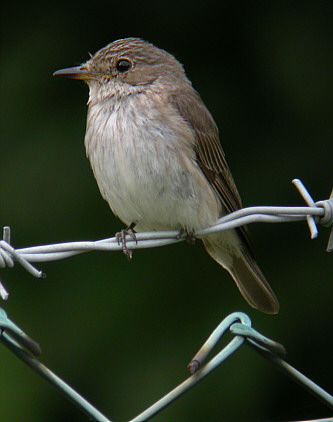
Pigliamosche comune
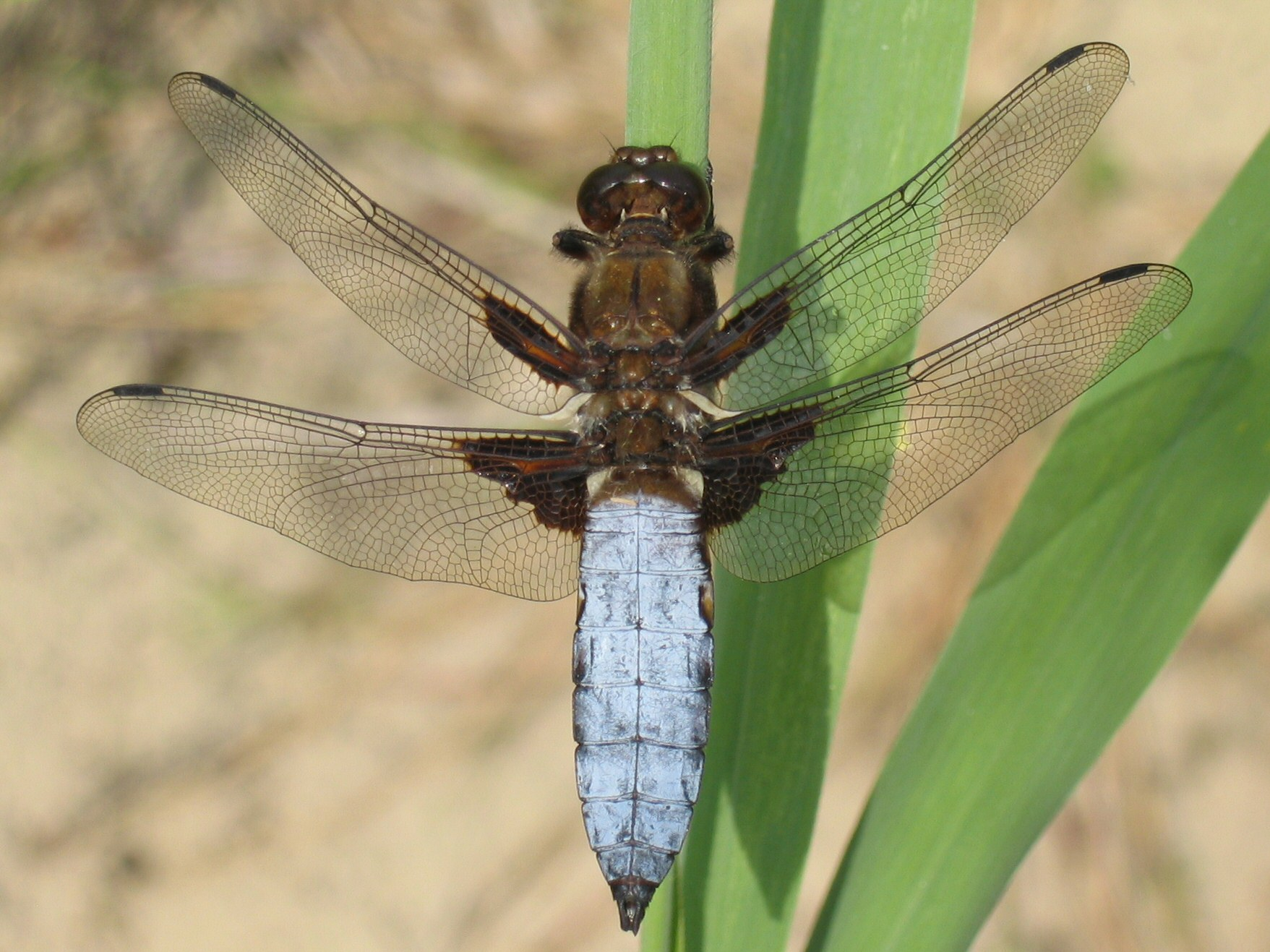
Libellula
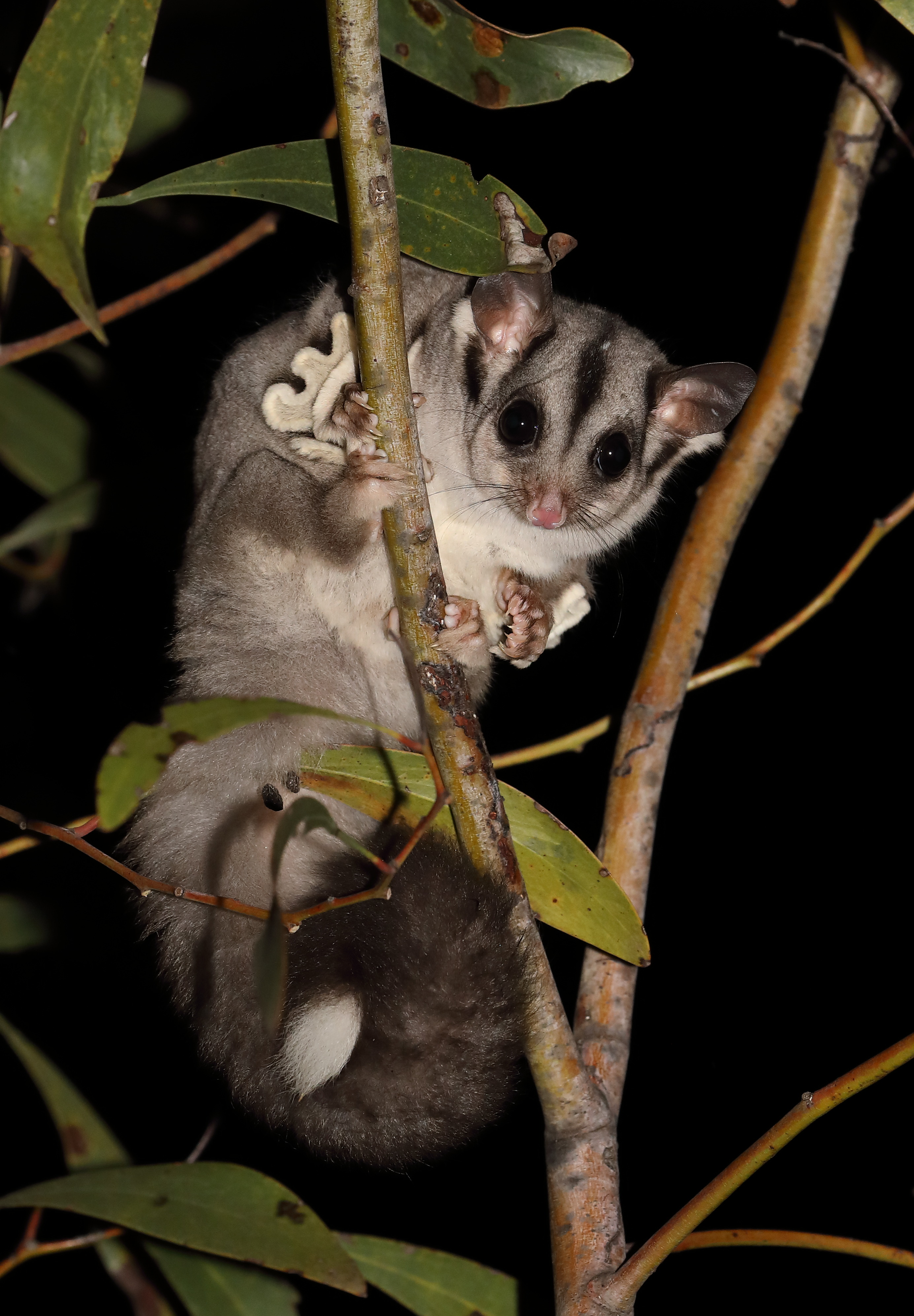
Petauro dello zucchero
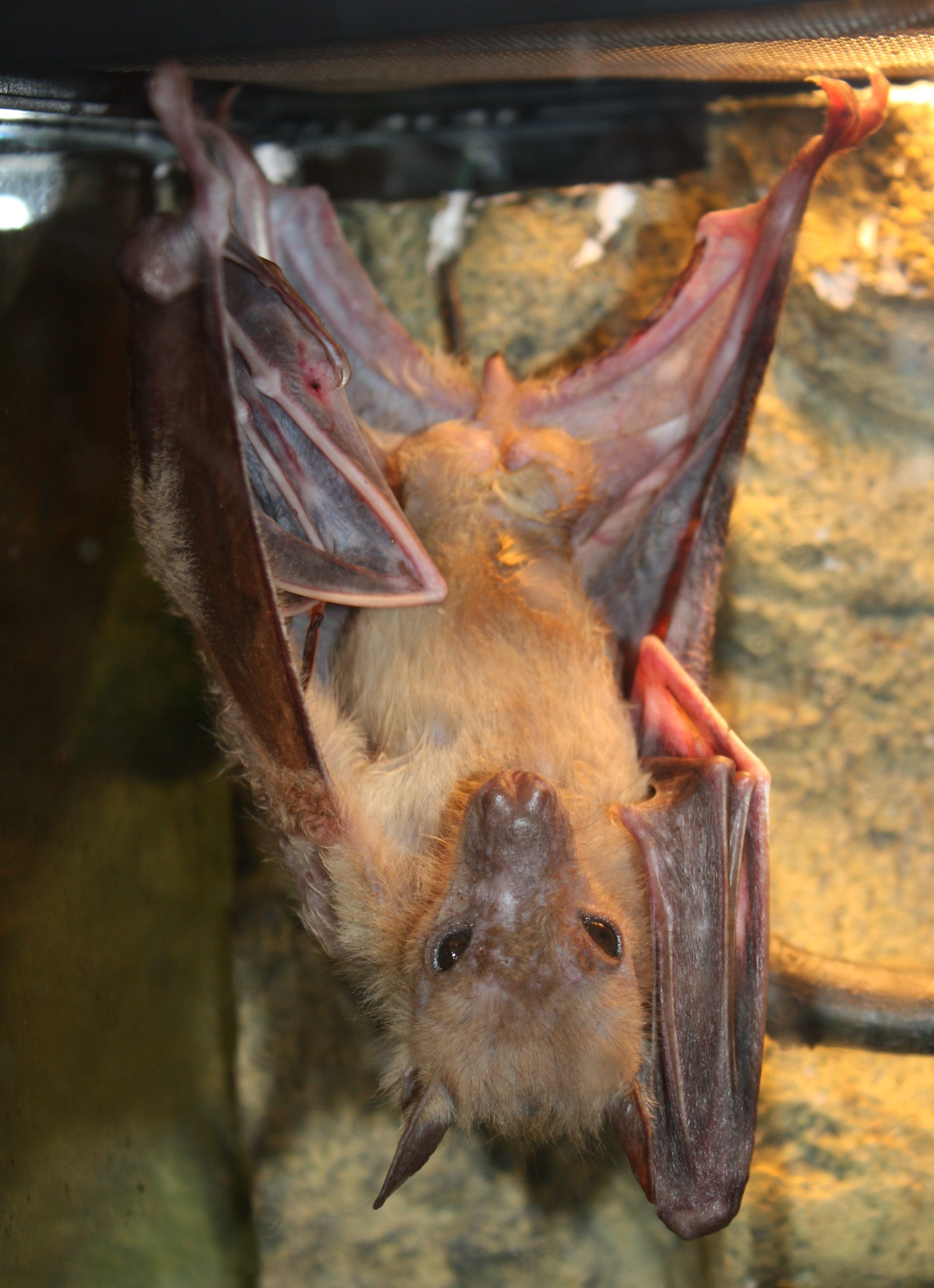
Pipistrello
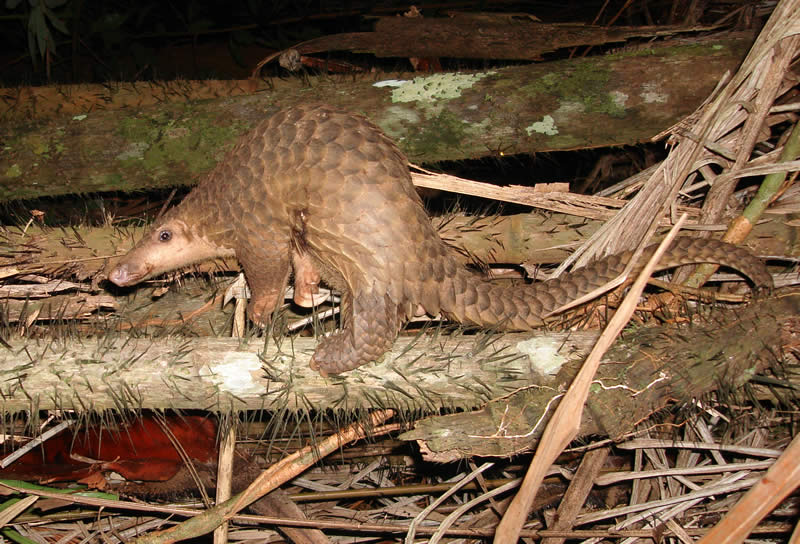
Pangolino
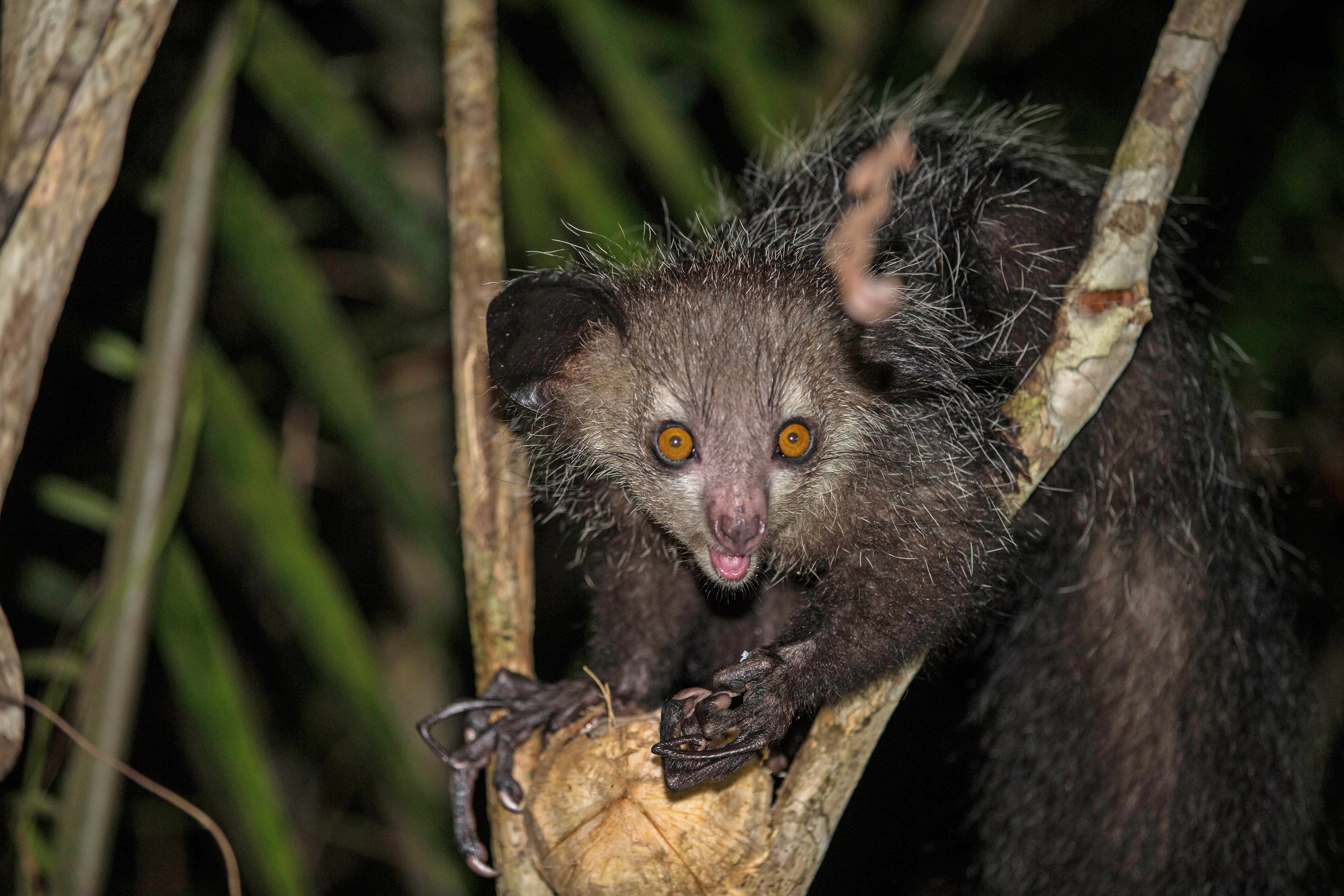
Aye-aye
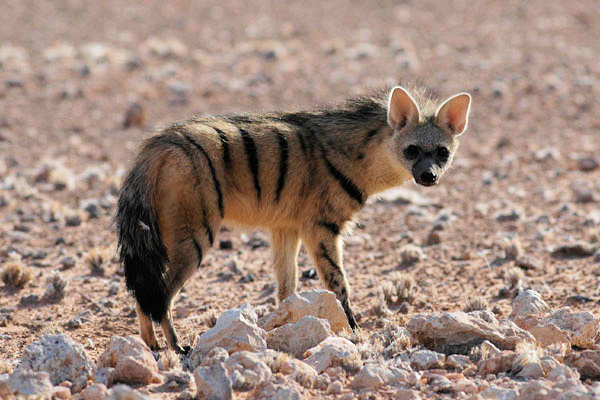
Protele
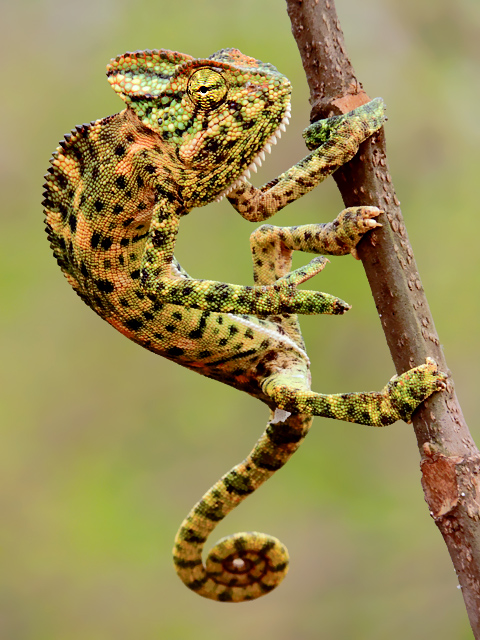
Camaleonte
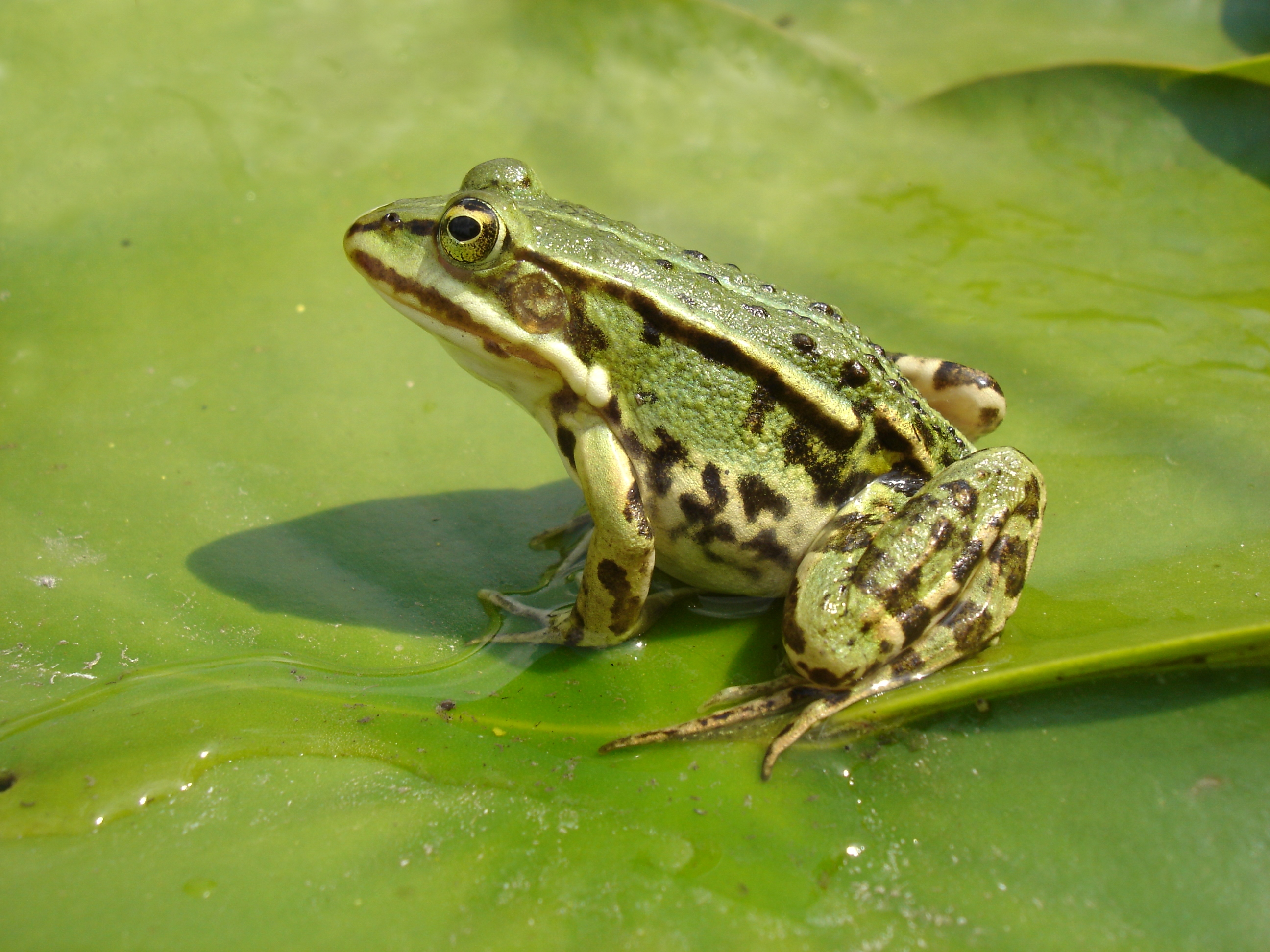
Rana
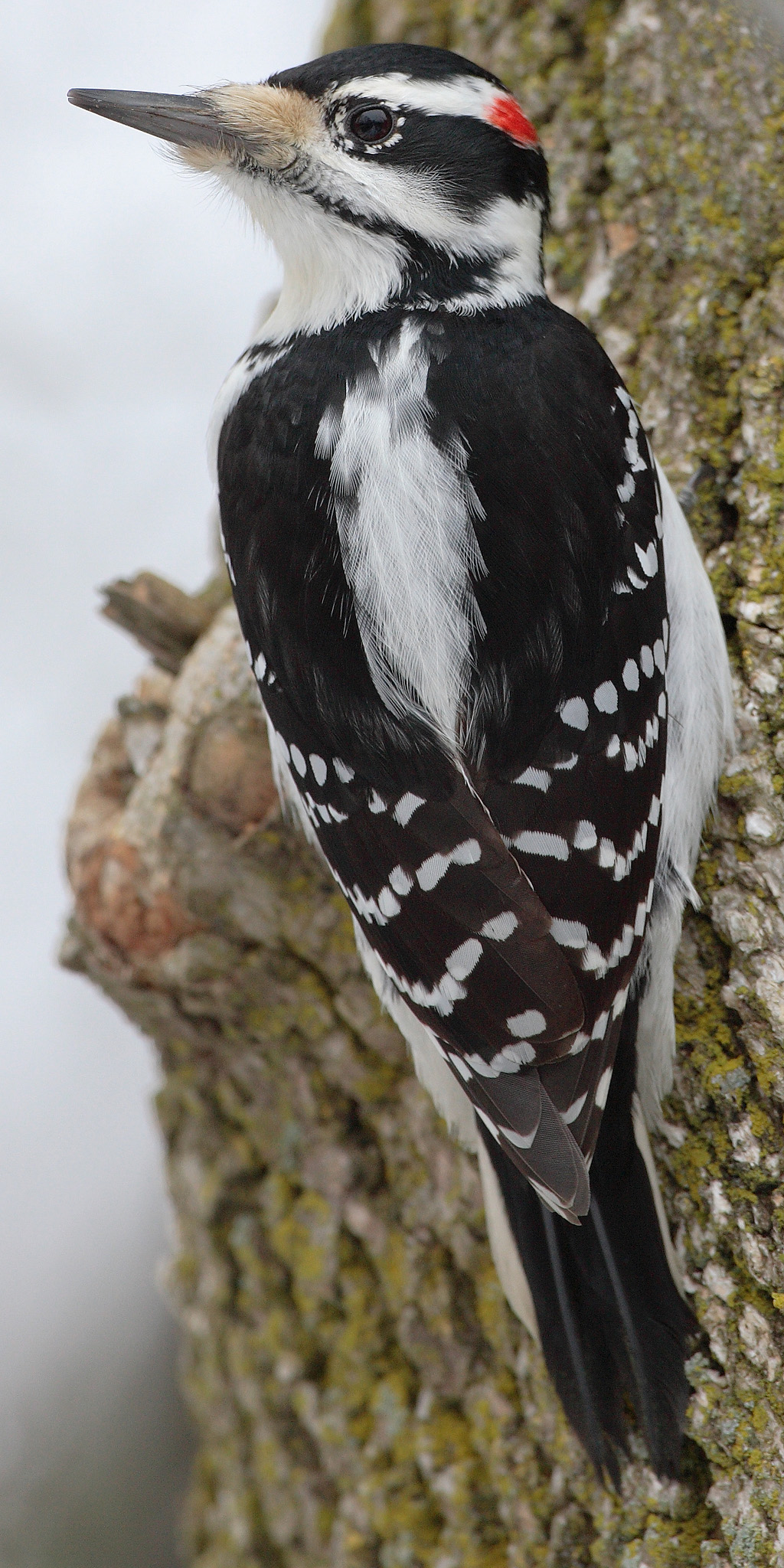
Picchio
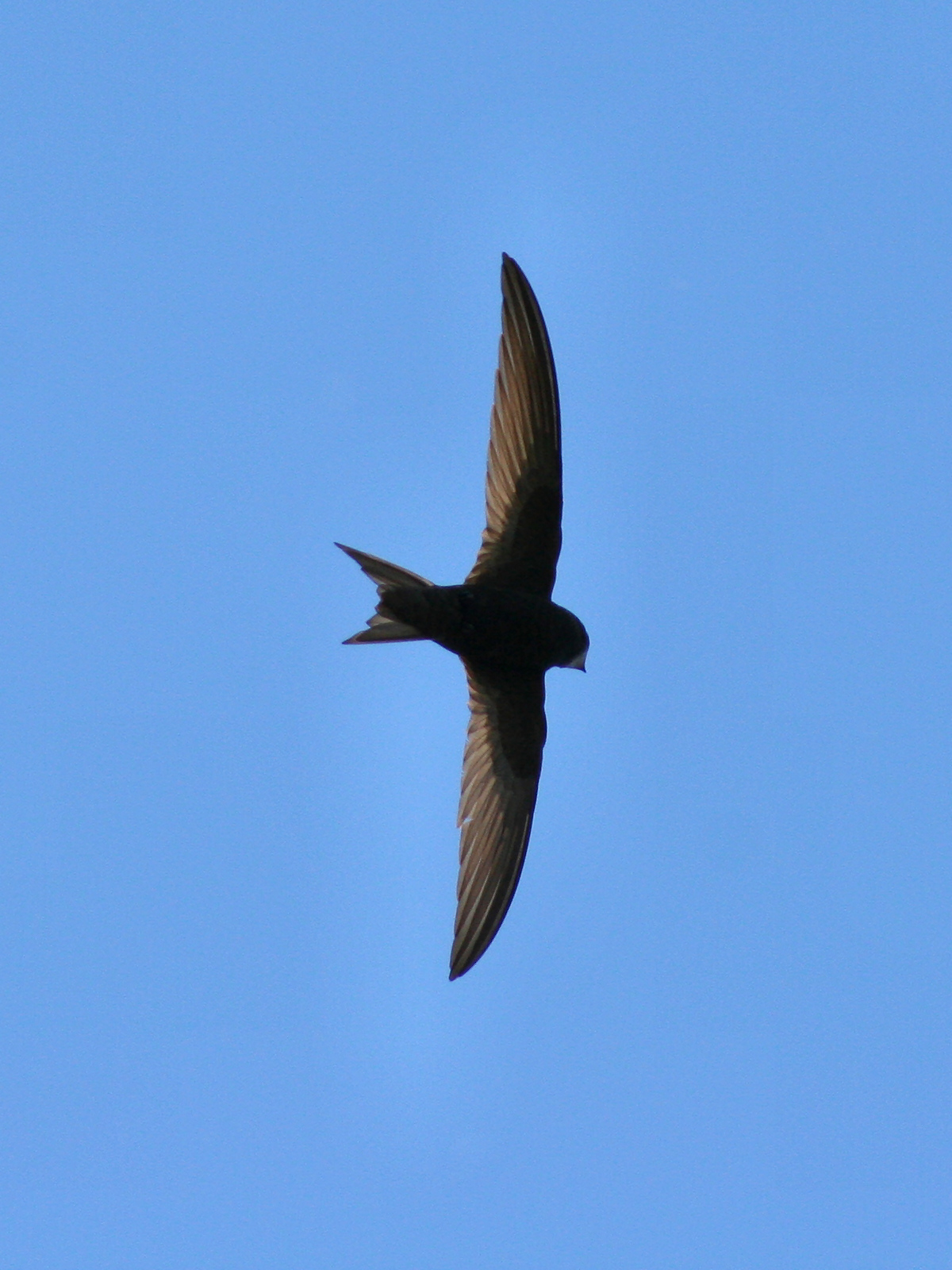
Rondoni
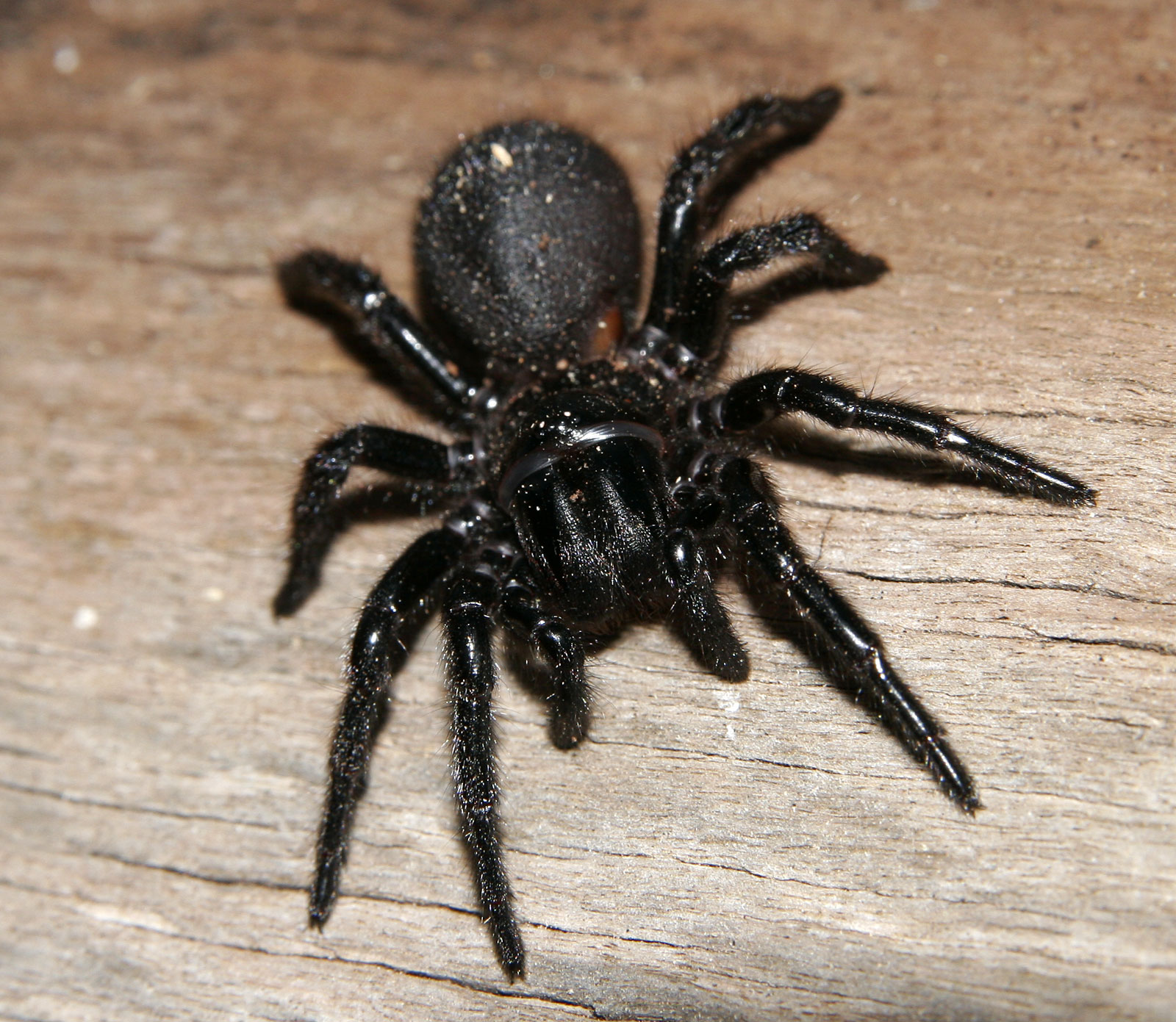
Ragno
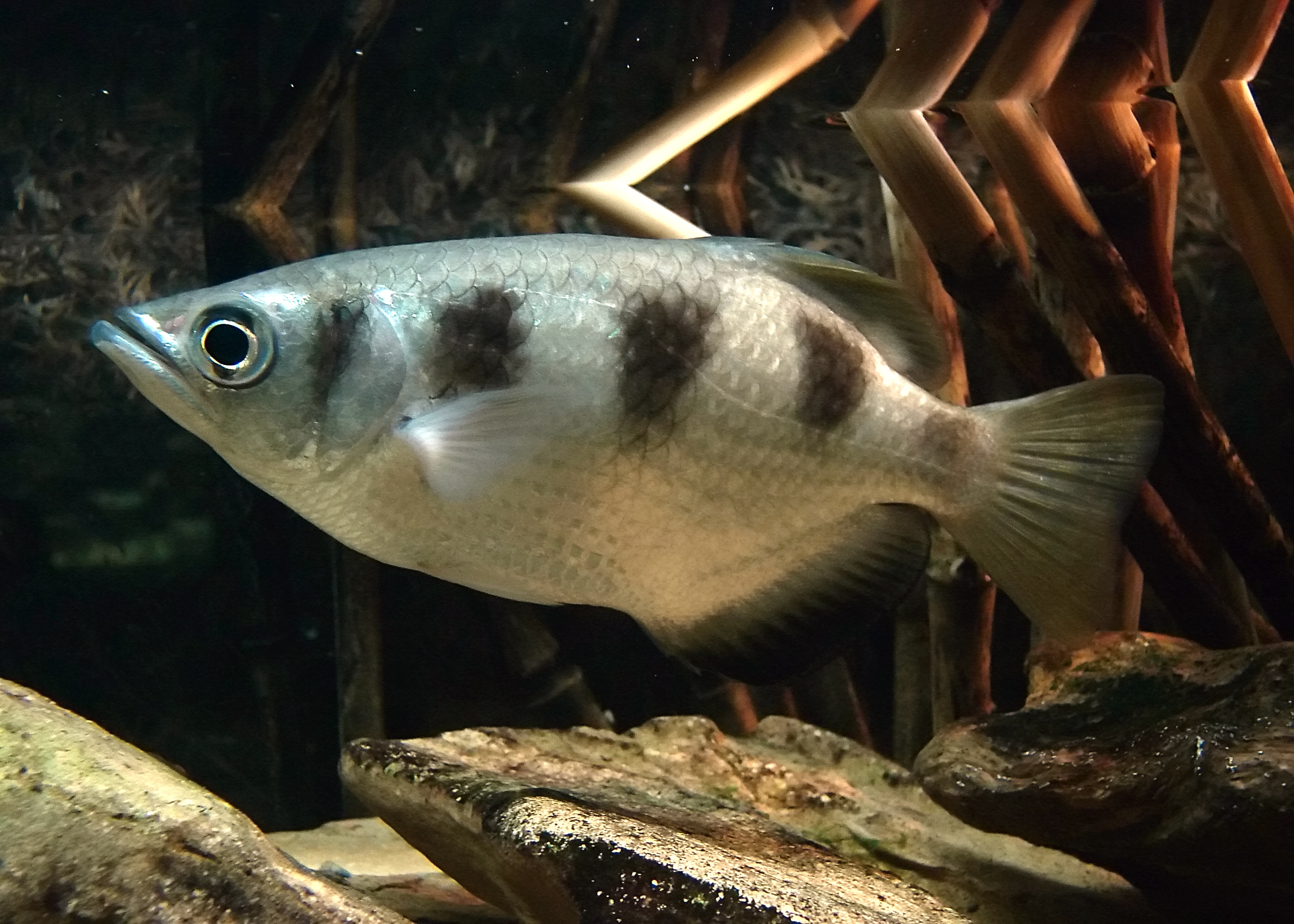
Pesci arcieri
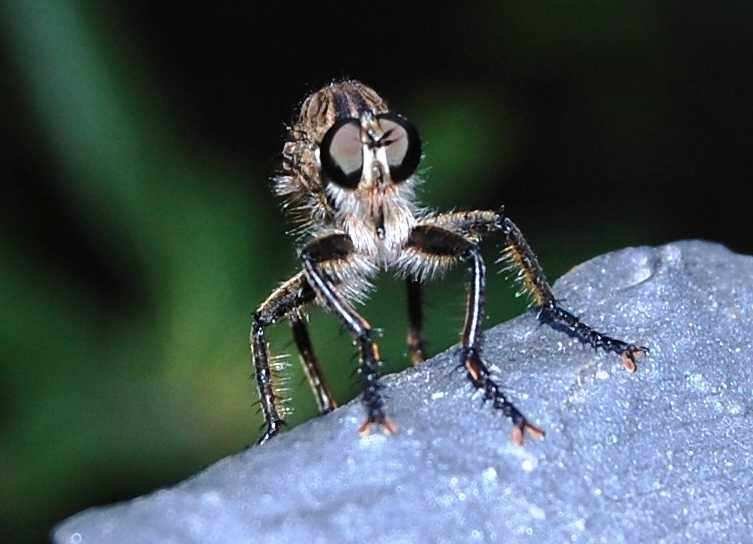
Asilidae
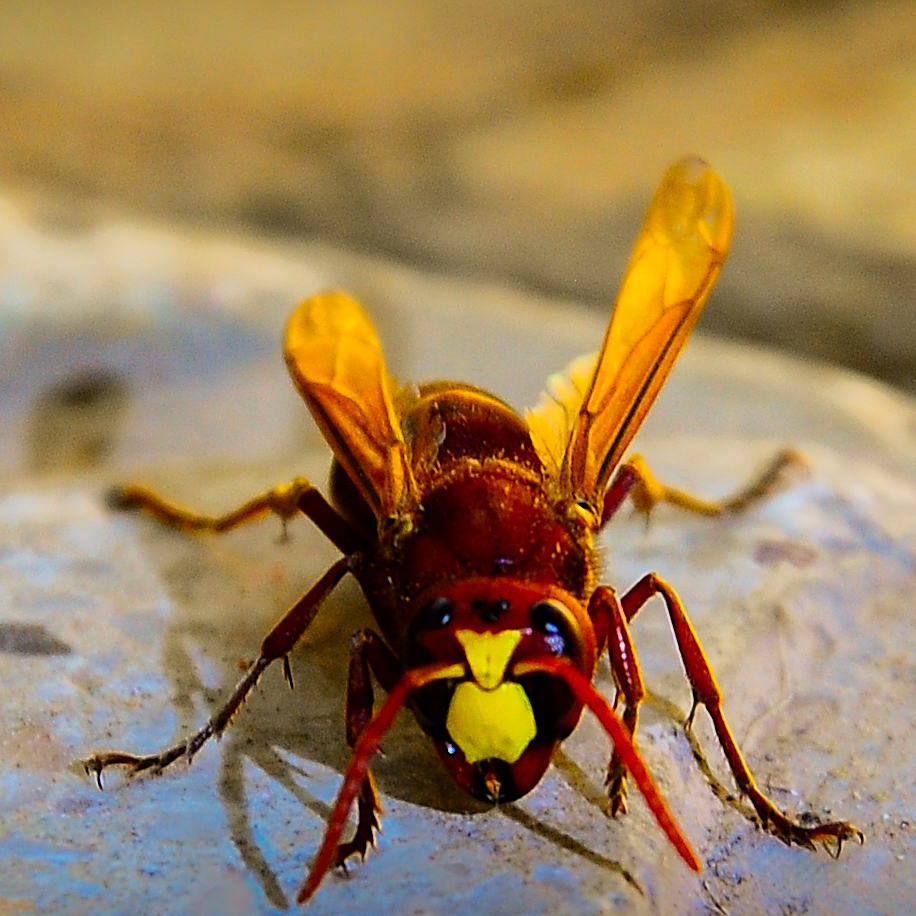
Vespa
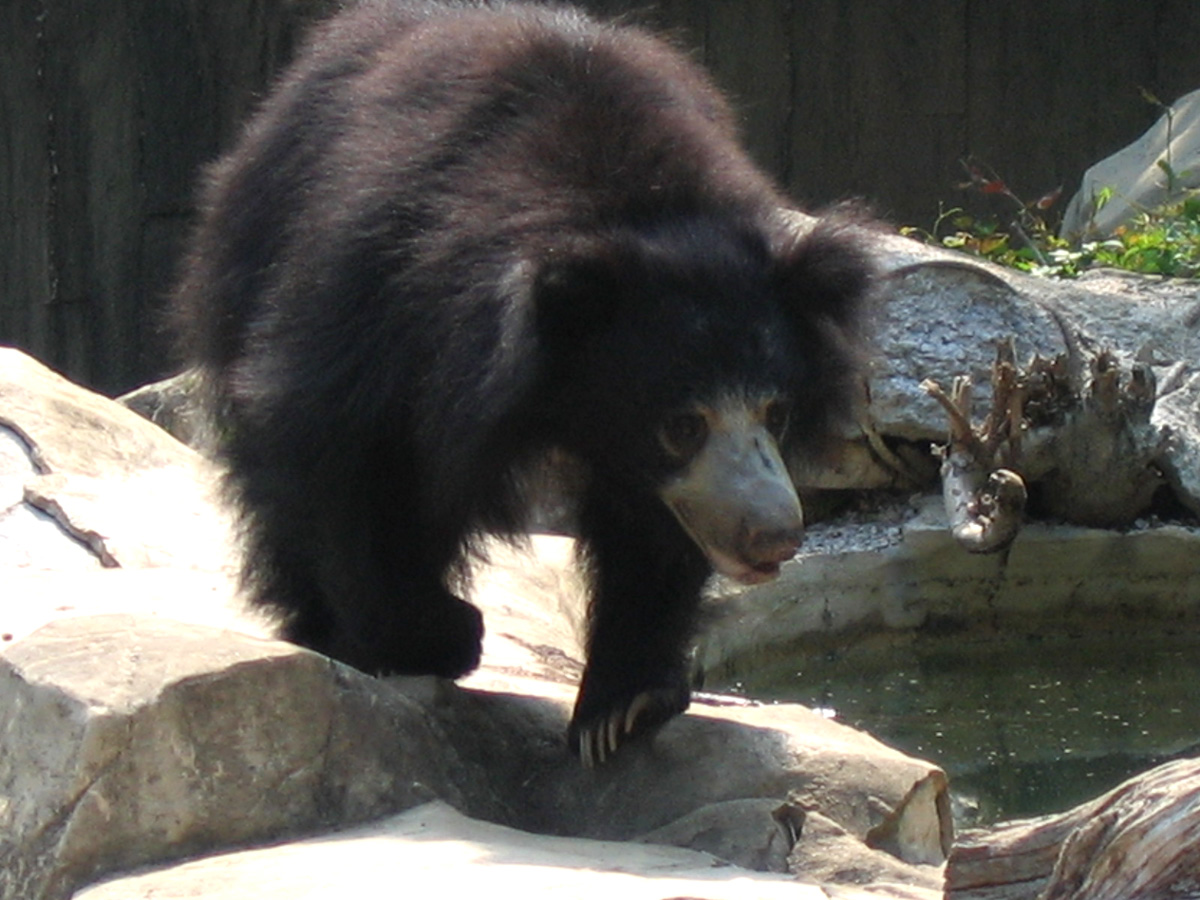
Orso labiato
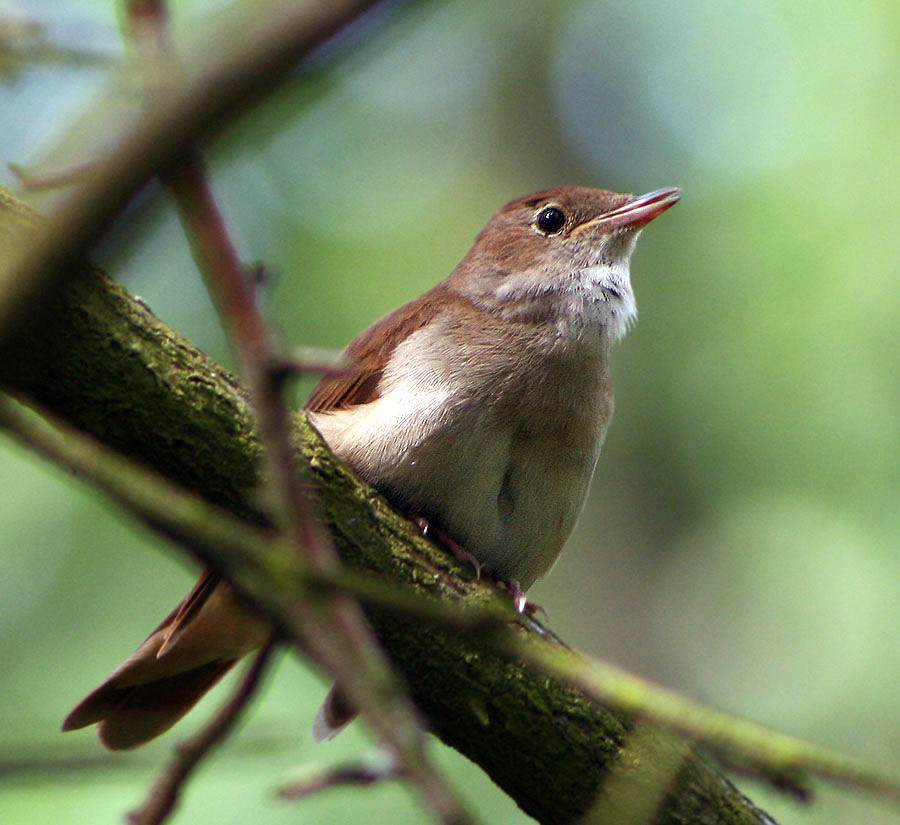
Usignolo comune